# Potemkin (1905)
El Potemkin (en ruso: Князь Потёмкин-Таврический, Knyaz Potiomkin Tavrícheski, «Príncipe Potiomkin de Táurica») fue un acorazado pre-dreadnought ruso que se construyó para la Flota del Mar Negro de la Armada Imperial Rusa. El buque se hizo famoso por el motín de sus marineros contra los oficiales en junio de 1905, durante la Revolución rusa de 1905. Tiempo después este motín se consideró un primer paso hacia la Revolución rusa de 1917 y se convirtió en un símbolo revolucionario gracias a la película muda El acorazado Potemkin, dirigida por Serguéi Eisenstein en 1925. 
Después de que los amotinados buscaran refugio en el puerto rumano de Constanza, la armada rusa recuperó el buque y lo renombró Panteleimón. En 1909 el acorazado hundió accidentalmente un submarino ruso y en 1911 encalló y resultó gravemente dañado. Iniciada la Primera Guerra Mundial, a finales de 1914 el Panteleimón participó en la batalla del cabo Sarych contra buques de guerra del Imperio otomano. A principios de 1915 bombardeó en varias ocasiones fortificaciones en el Bósforo y en una de ellas fue atacado por el crucero de batalla turco Yavuz Sultán Selim, aunque el Panteleimón y otros acorazados rusos que lo acompañaban consiguieron ponerlo en fuga antes de que causara daños. El antiguo Potemkin quedó obsoleto tras la entrada en servicio de nuevos acorazados tipo dreadnought a finales de 1915 y en 1918 fue puesto en la reserva y estacionado en Sebastopol. 
El Panteleimón fue capturado cuando los alemanes tomaron Sebastopol en mayo de 1918 y entregado a los Aliados tras el armisticio, en noviembre de ese mismo año. Sus máquinas fueron destruidas en 1919 por los británicos cuando se retiraban de Sebastopol, con lo que querían impedir que los bolcheviques usaran el acorazado en su guerra contra los rusos blancos. El buque fue abandonado cuando estos últimos evacuaron Crimea en 1920, y finalmente fue desguazado por los soviéticos en 1923.

## Diseño y construcción
El vicealmirante K. P. Pilkin, jefe del Estado Mayor de la Armada rusa y comandante de la Flota del Mar Negro, quería construir un nuevo acorazado de la clase Peresvet. Sin embargo, su criterio quedó relegado en favor de la idea del gran duque Alejo Aleksándrovich, almirante general de la armada zarista, quien opinaba que los cañones de 250 mm de largo alcance de los buques de la clase Peresvet eran poco potentes para el mar Negro. Por ello ordenó construir una versión mejorada del acorazado Tri Sviatítelia que incorporara blindaje de acero cementado Krupp, calderas Belleville y un castillo de proa más alto para incrementar la navegabilidad del buque. El diseño del acorazado comenzó en 1895 y la configuración final resultó aprobada el 12 de junio de 1897, después de un proceso complicado a causa de los numerosos cambios demandados por varios departamentos del Comité Técnico de la Armada.
La construcción del buque se inició el 27 de diciembre de 1897 en el astillero de Mykoláiv, a orillas del mar Negro, y su quilla se puso en grada el 10 de octubre de 1898. Durante la fase constructiva se incorporaron modificaciones que retrasaron el final de los trabajos. El nuevo buque fue bautizado en honor del príncipe Grigori Potiomkin, militar y estadista ruso. El casco del acorazado fue botado el 9 de octubre de 1900 y trasladado al puerto de Sebastopol el 4 de julio de 1902 para completar su acondicionamiento. Las pruebas de mar iniciaron en septiembre de 1903 y se extendieron de forma intermitente hasta principios de 1905, cuando las torretas de sus cañones principales estuvieron terminadas.

## Descripción
El Potemkin tenía una longitud de 113,2 m en la línea de flotación y su eslora total era de 115,4 m. Su manga era de 22,3 m y el calado máximo de 8,2 m. Su desplazamiento llegaba hasta las 13 100 toneladas, unas 400 más de las previstas en su diseño. La tripulación del buque eran 26 oficiales y 705 marineros.

### Propulsión
El acorazado contaba con dos motores a vapor, con tres cilindros verticales de triple expansión, cada uno de los cuales movía una hélice y que generaban en total 10 600 CV de potencia (7900 kW); construidos en Mykoláiv, fueron los primeros de su tipo en el sur de Rusia.  El vapor para estos motores se producía en 22 calderas tipo Belleville a una presión de 15 atm (1520 kPa; 220 psi). Las ocho calderas de la sala de proa quemaban fueloil y las catorce restantes carbón. Durante las pruebas de mar del 31 de octubre de 1903 el acorazado Potemkin alcanzó una velocidad máxima de 16,5 nudos (30,6 km/h). El 2 de enero de 1904 una fuga de combustible provocó un importante incendio, motivo por el cual la armada rusa decidió prescindir de las calderas de fueloil y las sustituyó por otras de carbón, una modificación que tuvo un coste de 20 000 rublos. El buque podía almacenar un máximo de 1100 t de carbón que le proporcionaban una autonomía de 3200 millas náuticas (5900 km) a una velocidad de crucero de 10 nudos (19 km/h).

### Armamento

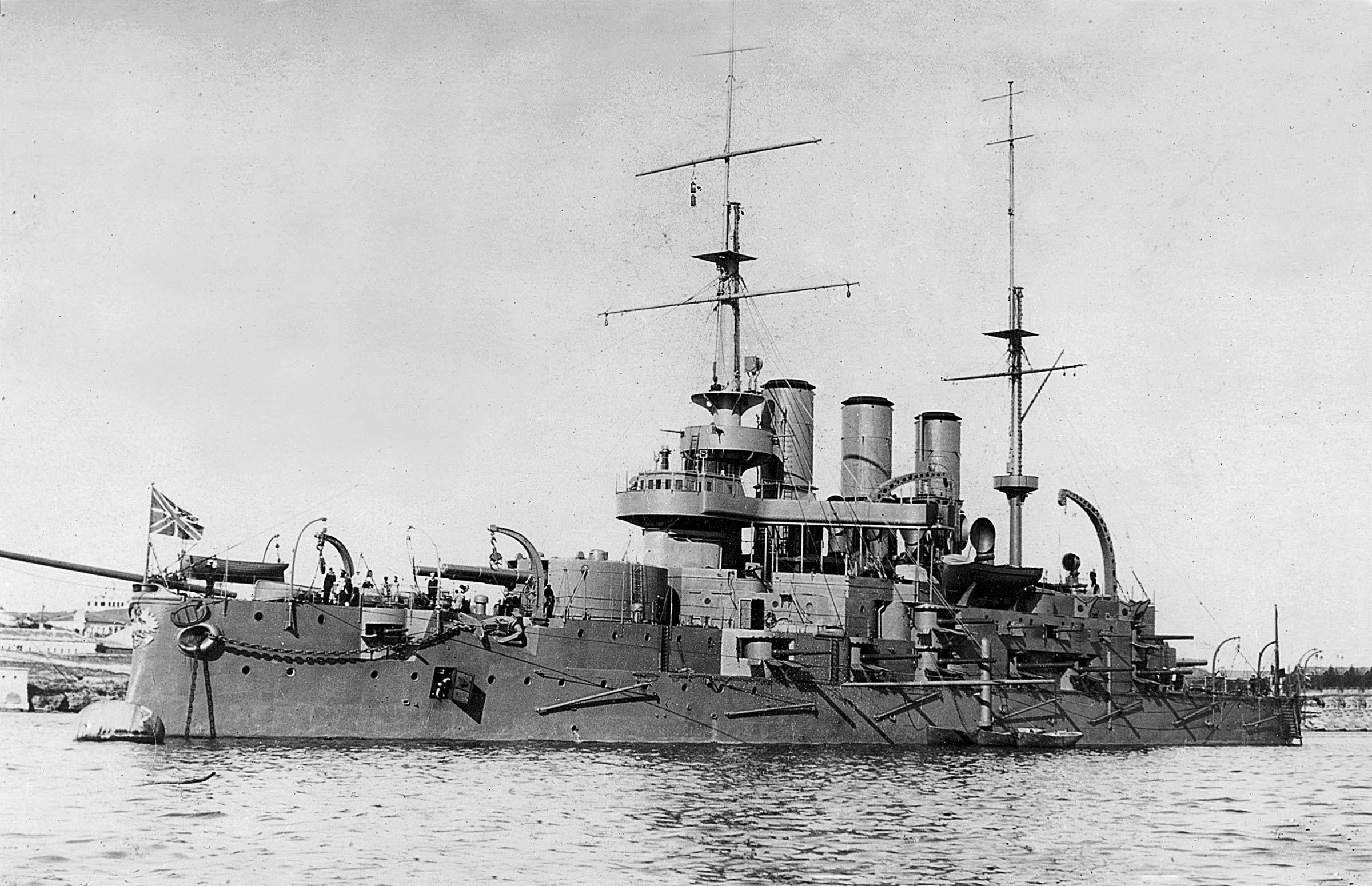
El Potemkin, ya renombrado Panteleimón, en algún momento entre 1906 y 1910.

El armamento principal del acorazado Potemkin consistía en cuatro cañones de 305 mm montados en dos torretas gemelas, una colocada delante de la superestructura y la otra detrás. Eran torretas operadas eléctricamente cuyo diseño derivaba de las montadas en los acorazados de la clase Petropávlovsk. Esos cañones se podían elevar como máximo +15 grados y su cadencia de tiro era baja, de solo un disparo cada cuatro minutos, como se pudo comprobar durante las pruebas de mar. Disparaban proyectiles de 337,7 kg a una velocidad de salida de 851 m/s. Con una elevación de +10 grados, estos cañones tenían un alcance máximo de 12 km. El Potemkin portaba 60 proyectiles para cada uno de sus cañones principales.
Los dieciséis cañones de 152 mm y 45 calibres de disparo rápido modelo Canet de 1891, iban montados en casamatas. Doce de ellos estaban ubicados en las bandas del buque y los otros cuatro en una esquina de la superestructura. Disparaban proyectiles de 41,46 kg a una velocidad de salida de 792 m/s y tenían un alcance de 11 523 m con una elevación de +20 grados. En el buque se almacenaban 160 proyectiles para cada uno de estos cañones.
El Potemkin contaba también con cañones de menor calibre para defensa cercana contra buques torpederos, caso de los 14 cañones de 75 mm y 50 calibres de disparo rápido, cuatro de los cuales se dispusieron en portas en el casco y el resto en la superestructura. Había 300 proyectiles por cada cañón, que pesaban 4,9 kg, se disparaban a 820 m/s y llegaban a una distancia máxima de 6405 m. Asimismo, el acorazado tenía seis cañones Hotchkiss de 47 mm, cuatro de ellos ubicados en la cofa y dos en la superestructura. Sus proyectiles pesaban 1 kg y salían disparados a 430 m/s.
El acorazado también fue armado con cinco tubos lanzatorpedos de 381 mm bajo la línea de flotación, uno de ellos en proa y dos en cada banda. Cada tubo disponía de tres torpedos, los cuales fueron cambiando de modelo con el paso del tiempo. El primer tipo de torpedo usado por el acorazado debió ser el M1904, que tenía una ojiva de 70 kg de peso y una velocidad de 33 nudos (61 km/h) con un alcance máximo de 800 m.
En 1907 los cañones de 305 y 152 mm del acorazado ruso fueron equipados con miras telescópicas y hacia 1908 se dotó al buque de telémetros. El tubo lanzatorpedos de proa y los cañones de la cofa fueron retirados en 1910-11. Al año siguiente se modernizó la maquinaria de las torretas principales y los cañones de 305 mm se modificaron para alcanzar una cadencia de tiro de un disparo cada cuarenta segundos. En junio de 1915 se colocaron dos cañones antiaéreos de 57 mm a la nave y al año siguiente otros dos de 75 mm, uno sobre cada torreta. En febrero de 1916 se quitaron los cuatro tubos lanzatorpedos que tenía el acorazado y, en algún momento durante la Primera Guerra Mundial, también se retiraron los cañones de 75 mm.

### Blindaje

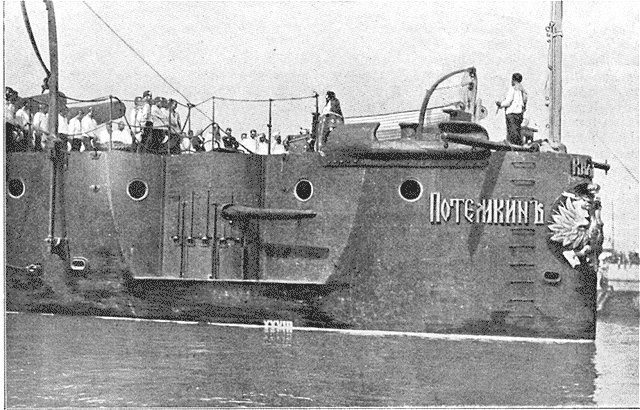
La popa del acorazado en 1905, con su nombre Potemkin (en ruso, Потёмкин).

El grosor máximo del cinturón blindado tipo Krupp en la línea de flotación del Potemkin era de 229 mm, el cual se reducía a 203 mm en la zona de la santabárbara. Este cinturón blindado abarcaba 72 m de la eslora del acorazado, mientras que los extremos de la nave tenían placas de 51 mm de grosor en la línea de flotación. Este cinturón tenía 2,3 m de altura, dos de los cuales estaban bajo la línea de flotación, y se estrechaba hasta 127 mm en su borde inferior. La parte principal del cinturón terminaba en unos mamparos transversales de 178 mm de espesor.
Encima del cinturón blindado estaba la traca blindada de 152 mm de grosor y 47,5 m de longitud flanqueada a proa y a popa por mamparos de igual espesor. La casamata superior protegía los cañones secundarios de 152 mm con planchas de acero de 127 mm. Las torretas principales tenían un grosor de 254 mm en sus laterales y de 51 mm en su techo. El puente de mando estaba protegido por planchas de acero de 229 mm. El blindaje de cubierta tenía 51 mm, aunque se ensanchaba hasta los 64 mm en la zona en la que se unía con el cinturón blindado. En la proa y la popa de la ciudadela blindada, el blindaje de la cubierta se ensanchaba hasta los 76 mm, una zona que fue reforzada con planchas de 25 mm hacia 1910 – 1911.

## Servicio

### El motín
Durante la guerra ruso-japonesa de 1904 – 1905 muchos de los oficiales y marineros más experimentados de la flota rusa del Mar Negro fueron trasladados a buques en el Pacífico para cubrir las bajas del conflicto. Por ello esta flota quedó compuesta por reclutas recientes y oficiales menos capaces. Cuando llegó la noticia de la desastrosa derrota rusa en la batalla de Tsushima en mayo de 1905 la moral se vio muy afectada y solo necesitaba una chispa para que se desencadenara una catástrofe mayor. Aprovechando la situación, el Comité Central de la Organización Socialdemócrata de la Flota del Mar Negro, llamado «Tsentralka», había comenzado los preparativos para un motín simultáneo en todos los buques de la flota, aunque todavía no había decidido el momento idóneo.

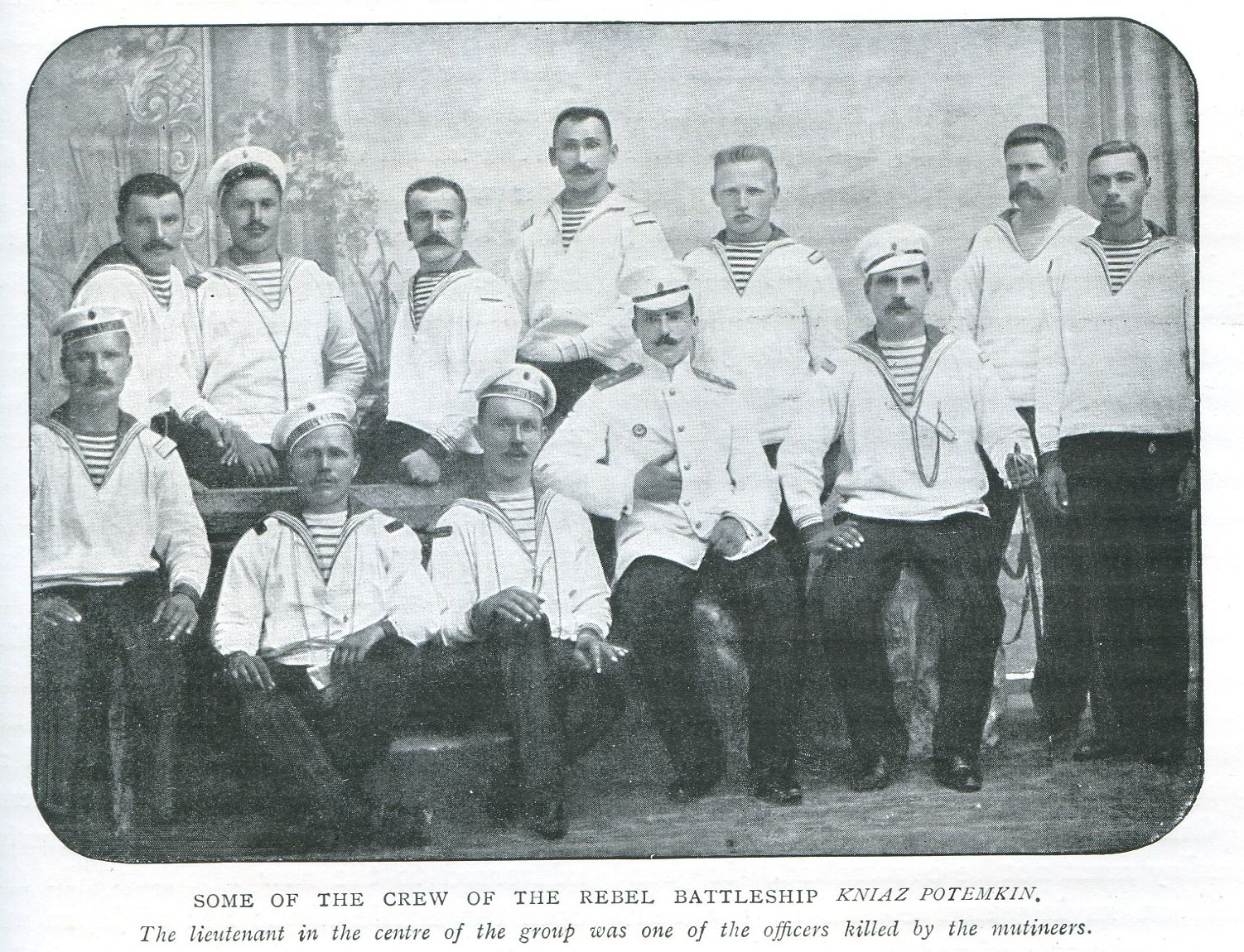
Algunos de los tripulantes del Potemkin en 1905.

El 27 de junio de 1905 el Potemkin debía realizar una práctica de tiro en aguas de la isla Tendra, frente a la costa ucraniana. La chispa que hizo estallar el motín fue iniciada por el segundo de a bordo Ippolit Guiliarovsky, quien amenazó con tomar represalias contra varios miembros de la tripulación que se negaban a comer borsch, una sopa de remolacha que elaboraban con carne parcialmente podrida e infestada de larvas de mosca, traída por el buque torpedero Ismaíl —que actuaba como buque de enlace y correo. Al parecer Guiliarovsky reunió a dichos marineros frente al alcázar en una zona en cuyo suelo se había extendido una lona impermeable y donde esperaban infantes de marina armados. Los marineros asumieron que iba a celebrarse una ejecución en grupo y se abalanzaron sobre los infantes. Guiliarovsky fue asesinado después de que hiriera mortalmente a Grigori Vakulinchuk, uno de los líderes de los amotinados. Los marineros asesinaron a siete de los dieciocho oficiales del buque, entre ellos al capitán Yevgueni Gólikov, y capturaron el Ismaíl. Organizaron un comité compuesto por veinticinco marineros y liderado por Afanasi Matushenko para que dirigiera la nave.

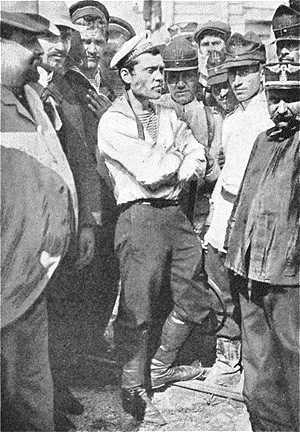
Afanasi Matushenko, líder de los amotinados, es el hombre de gorra blanca en esta fotografía tomada en Constanza, Rumanía.

El comité decidió navegar a Odesa ondeando una bandera roja, a cuyo puerto arribaron a las 22:00 horas de ese mismo día. En la ciudad se había declarado una huelga general y se estaban produciendo algunos disturbios mientras la policía trataba de calmar a los manifestantes. Al día siguiente los amotinados del Potemkin rechazaron desembarcar marineros armados para ayudar a los huelguistas a hacerse con el control de la ciudad, pues preferían esperar la llegada de otros acorazados de la Flota del Mar Negro. Más tarde ese mismo día capturaron un transporte militar que había llegado a la ciudad. Las revueltas en Odesa continuaron y gran parte del puerto de la ciudad fue arrasado por el fuego. En la tarde del 29 de junio el entierro de Vakulinchuk se convirtió en una manifestación política en toda regla y el ejército trató de emboscar a los marineros que asistían al funeral. En represalia por ello el acorazado disparó dos proyectiles de 152 mm contra un teatro en el que se iba a celebrar una reunión de militares zaristas de alto nivel, pero ninguno hizo blanco.
El gobierno ruso ordenó el envío de dos escuadrones navales a Odesa para forzar la rendición de los rebeldes o hundir la nave. El Potemkin zarpó la mañana del 30 de junio para reunirse con los tres acorazados que componían el primer escuadrón, Tri Sviatítelia, Dvenádtsat Apóstolov y Gueorgui Pobedonosets, pero todos se dieron la vuelta. El segundo escuadrón, formado por los acorazados Rostislav y Sinop, llegó más tarde esa misma mañana al mando del vicealmirante Aleksandr Krieger, comandante de la Flota del Mar Negro, que ordenó a todas las naves regresar a Odesa. El Potemkin zarpó de nuevo y navegó entre los buques del escuadrón negándose a rendirse. A pesar de las órdenes de Krieger, los marineros de los acorazados del escuadrón gubernamental no quisieron abrir fuego contra sus camaradas del Potemkin. El capitán Kolands del Dvenádtsat Apóstolov quiso embestir al buque rebelde y luego hacer estallar la santabárbara, pero sus tripulantes se lo impidieron. Krieger ordenó a sus naves retirarse, a pesar de lo cual los marineros del Gueorgui Pobedonosets se amotinaron y se unieron al Potemkin.

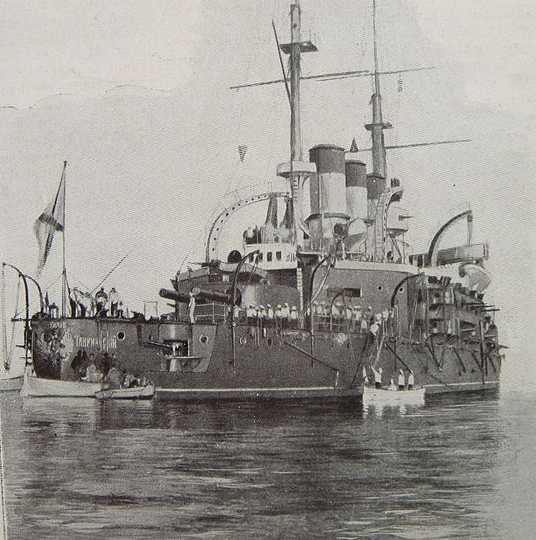
El Potemkin en el puerto de Constanza (Rumania) en julio de 1905.

A la mañana siguiente los tripulantes del Gueorgui Pobedonosets que eran leales al gobierno zarista retomaron el control de la nave y la encallaron en el puerto de Odesa. Los amotinados del Potemkin, junto con los del Ismaíl, tomaron al final del día la decisión de navegar al puerto rumano de Constanza para aprovisionarse de comida, agua y carbón. Los rumanos se negaron a facilitar los suministros y el comité del acorazado ruso decidió navegar al pequeño y poco defendido puerto de Feodosia, en Crimea, donde esperaban conseguir lo que necesitaban. El Potemkin fondeó allí el 5 de julio pero el gobernador de la ciudad tan solo aceptó darles comida. A la mañana siguiente los amotinados trataron de robar varias barcazas de carbón, pero fueron emboscados por la guarnición del puerto, que mató o capturó a veintidós de los treinta marineros implicados en el robo. El comité del Potemkin tomó esa tarde la decisión de regresar a Constanza.
El Potemkin alcanzó su destino a las 23:00 horas del 7 de julio y los rumanos aceptaron darles asilo si deponían las armas y rendían el acorazado. Los tripulantes del Ismaíl regresaron a Sebastopol a la mañana siguiente para entregarse a las autoridades. Antes de desembarcar, Matushenko ordenó abrir las válvulas Kingston del Potemkin para hundirlo en el puerto.

### Servicio posterior
El acorazado fue reflotado con facilidad, pero el agua salada había dañado sus máquinas y calderas. Fue remolcado a Sebastopol, a donde llegó el 14 de julio. El 12 de octubre de 1905 el acorazado fue renombrado Panteleimón (en ruso, Пантелеймон) en honor a San Pantaleón. Algunos tripulantes del Panteleimón se sumaron en noviembre a un motín que comenzó a bordo del crucero Ochákov pero que fue rápidamente reprimido porque ambos buques habían sido previamente desarmados.
En febrero de 1909 el buque recibió un equipo experimental de comunicaciones submarinas. Más tarde ese mismo año, en la noche del 11 de junio, embistió accidentalmente y hundió el submarino Kámbala provocando la muerte de sus dieciséis tripulantes. Mientras regresaba para hacer una visita al puerto de Constanza, en Rumanía, el Panteleimón encalló el 2 de octubre de 1911 y se tardaron varios días en reflotarlo. Le realizaron reparaciones temporales, pero los importantes daños que había sufrido su quilla no fueron evidentes durante varios meses. El acorazado tomó parte en maniobras de tiro durante el resto de aquel año y se vigiló cuidadosamente que sus cañones no sufrían daños al abrir fuego. Entre el 10 de enero y el 25 de abril de 1912 el Panteleimón fue sometido a reparaciones de gran calado que incluyeron el reemplazo de muchas planchas de su casco y la sustitución de las bases de las calderas. La armada rusa aprovechó estas intervenciones para revisar a fondo sus máquinas y calderas.

### Primera Guerra Mundial
Después de que Rusia le declarara la guerra al Imperio otomano durante la Primera Guerra Mundial el Panteleimón, buque insignia de la 1.ª Brigada de Acorazados, y los acorazados pre-dreadnought Evstafi, Ioann Zlatoust y Tri Sviatítelia, cubrieron al acorazado Rostislav mientras este bombardeaba la ciudad turca de Trebisonda en la mañana del 17 de noviembre de 1914. Al día siguiente, mientras regresaban a Sebastopol, la formación rusa fue interceptada por el crucero de batalla turco  Yavuz Sultan Selim (ex Goeben alemán) y el crucero ligero  Midilli (ex Breslau), un enfrentamiento que se conoce como la batalla del cabo Sarych. A pesar de que era mediodía había niebla y los buques enemigos no se avistaron unos a otros hasta que estuvieron muy cerca. Varios acorazados rusos abrieron fuego contra el Yavuz Sultán Selim y le hicieron algunos impactos, pero desde el Panteleimon no vieron a la nave otomana y no pudieron abrir fuego contra ella.

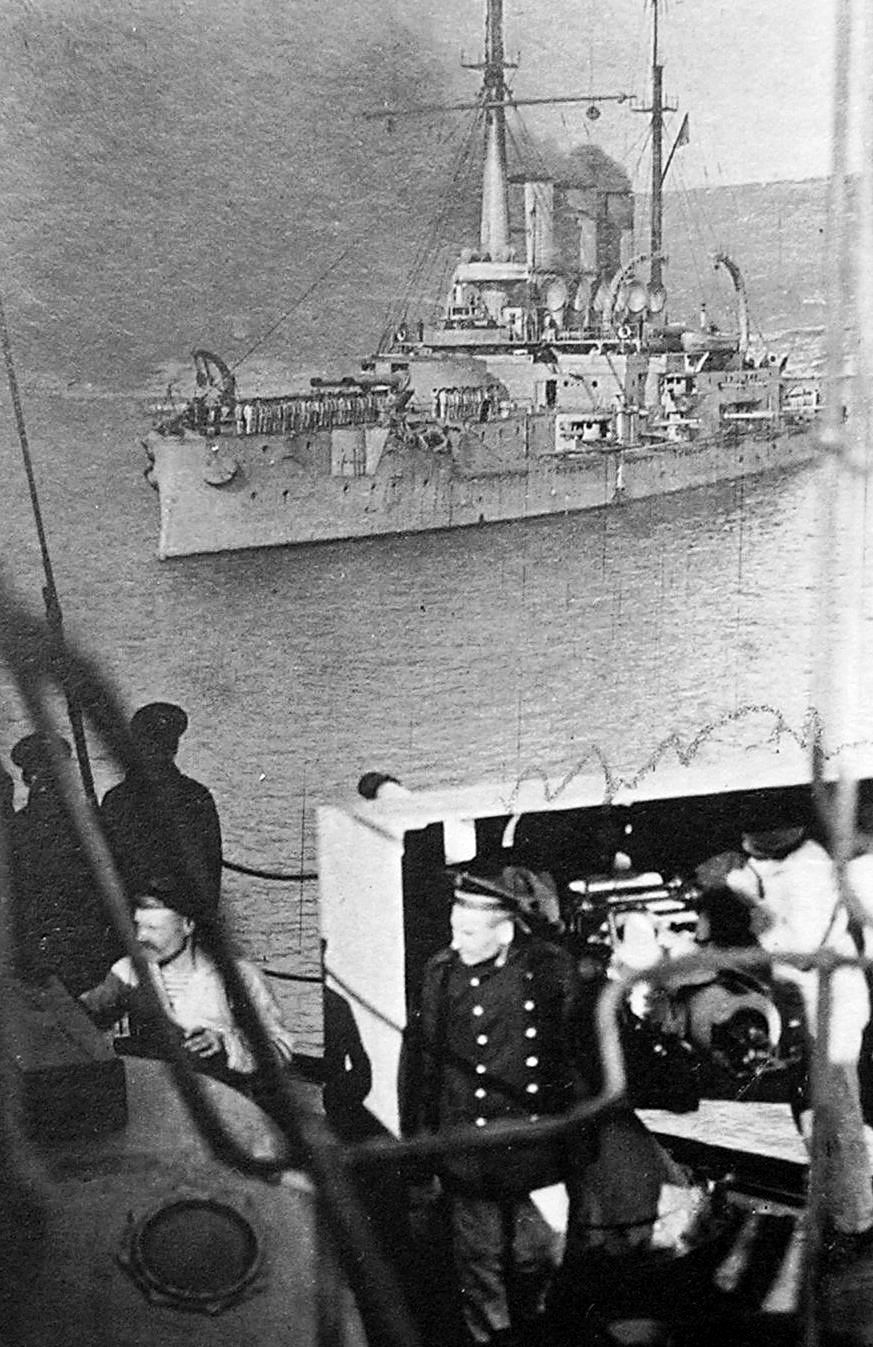
El Panteleimón fotografiado desde el acorazado Ioánn Zlatoust (c. 1915-16).

El 18 de marzo de 1915 los acorazados Tri Sviatítelia y Rostislav bombardearon fortificaciones otomanas en el Bósforo, el primero de varios ataques que pretendían desviar tropas y atención de la batalla de Galípoli, pero tan solo efectuaron 105 disparos antes de regresar al norte para reunirse con el Panteleimón, el Ioánn Zlatoust y el Evstafi. El 3 de abril el Yavuz Sultán Selim y otros buques de la armada turca atacaron el puerto de Odesa y los acorazados rusos partieron en su persecución sin éxito. El 2 y el 3 de mayo el Tri Sviatítelia, el Rostislav y el Panteleimón bombardearon de nuevo los fuertes del Bósforo, efectuando en esa ocasión 337 disparos con los cañones principales y otros 528 de los secundarios de 152 mm entre los tres acorazados.
El 9 de mayo de 1915 el Tri Sviatítelia y el Panteleimón regresaron al Bósforo con la cobertura del resto de naves de su escuadrón, pero el Yavuz Sultán Selim interceptó a los tres acorazados de apoyo. Ninguna de las naves consiguió infligir daños al enemigo, pero cuando regresaron el Tri Sviatítelia y el Panteleimón, el segundo consiguió acertar dos proyectiles a la nave alemana antes de que esta se retirara. Las unidades rusas persiguieron el crucero enemigo durante seis horas de manera infructuosa. El 1 de agosto de 1915 todos los acorazados pre-dreadnought del mar Negro fueron transferidos a la 2.ª Brigada de Acorazados tras la entrada en servicio de un acorazado más moderno tipo dreadnought, el Imperatritsa Mariya. El 1 de octubre este nuevo buque realizó tareas de cobertura mientras el Ioánn Zlatoust y el Panteleimón bombardeaban Zonguldak y el Evstafi hacía lo propio en la cercana localidad de Kozlu, en Turquía. El Panteleimón también atacó la localidad búlgara de Varna en dos ocasiones en octubre de 1915. En el segundo de estos ataques, el 27 de octubre, penetró en la bahía de Varna y fue atacado sin éxito por dos submarinos alemanes.
El Panteleimón apoyó a las tropas rusas a comienzos de 1916 en su captura de Trebisonda y tomó parte en una redada contra el comercio en el noroeste de la costa de Anatolia en enero de 1917 en la que se destruyeron treinta y nueve barcos mercantes turcos. El 13 de abril de 1917 el acorazado fue renombrado Potemkin-Tavrícheski (en ruso: Потёмкин-Таврический) y el 11 de mayo Boréts za svobodu (en ruso: Борец за свободу – Luchador por la Libertad).

### Reserva y baja
El acorazado fue puesto en la reserva en marzo de 1918 y los alemanes lo capturaron en Sebastopol en mayo. Fue entregado a los Aliados en diciembre de 1918 tras la firma del armisticio alemán. Los británicos destruyeron sus máquinas el 19 de abril de 1919 cuando dejaban Crimea para evitar que los bolcheviques lo usaran contra los rusos blancos. Durante la guerra civil rusa (1917-23) el buque estuvo en manos de ambos bandos, pero fue abandonado por los «blancos» cuando se retiraron de Crimea en noviembre de 1920. El Boréts za svobodu fue desguazado a comienzos de 1923, aunque no desapareció de la lista de buques de la armada rusa hasta el 21 de noviembre de 1925.

## Legado
Los efectos inmediatos del motín son difíciles de evaluar. Pudo influir en la decisión del zar Nicolás II de poner fin a la guerra ruso-japonesa y aceptar el Manifiesto de Octubre (1905), pues el motín demostró que su régimen ya no tenía la lealtad incuestionable de los militares. El fracaso del motín del Potemkin no detuvo a otros revolucionarios para incitar insurrecciones muy poco después, caso del levantamiento de Sebastopol en octubre de ese mismo año. Lenin, líder del partido comunista bolchevique, calificó al motín como un «ensayo general» de su exitosa revolución en 1917. Los comunistas se apropiaron de los sucesos en el Potemkin para convertirlo en un icono de su propaganda, enfatizando su papel en el motín. La realidad fue que Matushenko, cabecilla de los amotinados, rechazó explícitamente a los bolcheviques porque tanto él como otros marineros rebeldes eran socialistas de diversos tipos a los que no les importaba nada el comunismo.

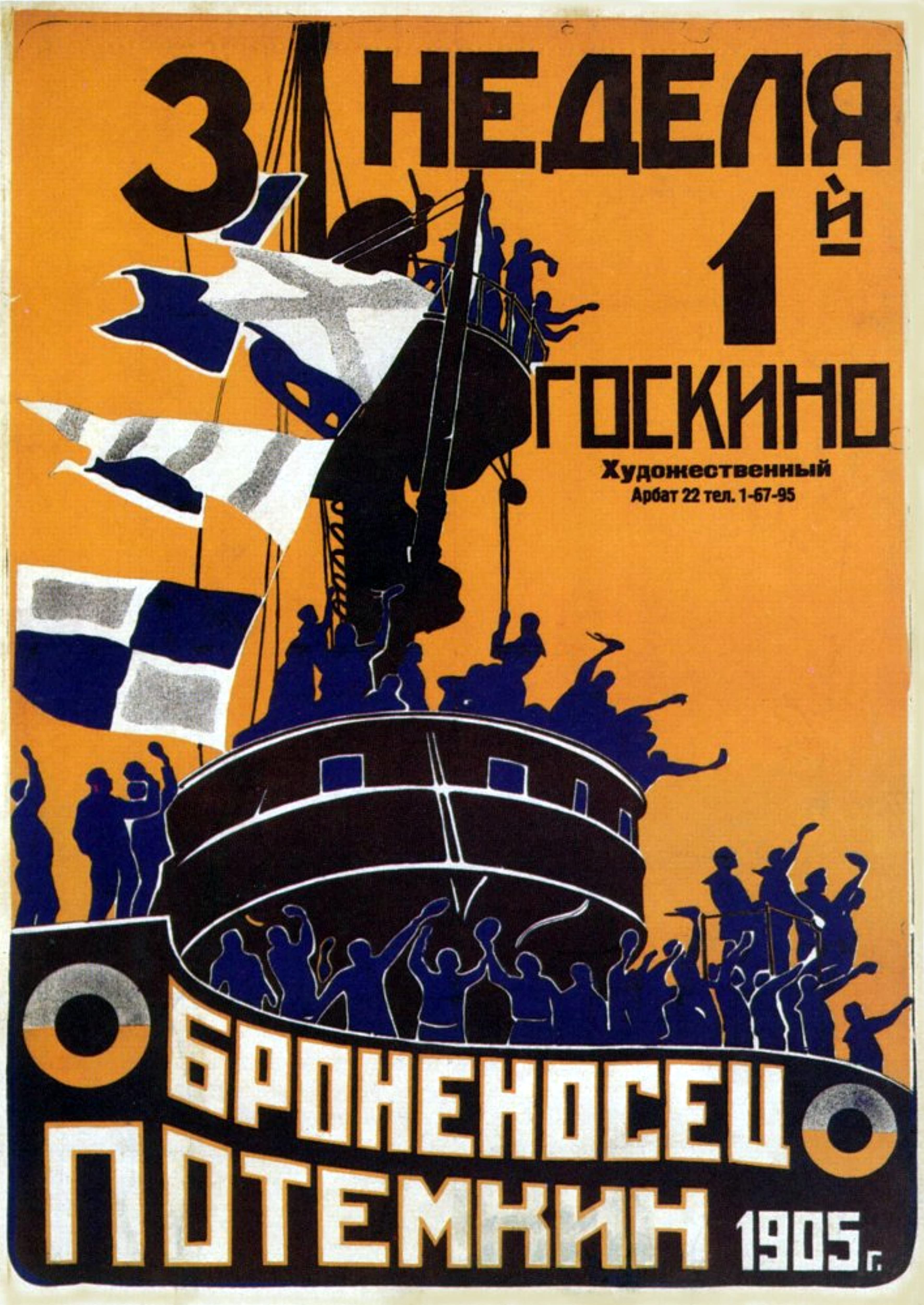
Cartel de la película muda El acorazado Potemkin, dirigida por Serguéi Eisenstein en 1925.

El primer filme que recreó el motín fue la película muda francesa La Révolution en Russe, dirigida por Ferdinand Zecca o Lucien Nonguet (o ambos) en 1905. Sin embargo, si el motín en el acorazado ruso es recordado hoy en día es por la célebre película muda El acorazado Potemkin, dirigida por Serguéi Eisenstein en 1925 y considerada una obra maestra del cine. Filmada poco después del triunfo bolchevique en la guerra civil rusa (1917-23), los cineastas usaron los acorazados abandonados Dvenádtsat Apóstolov y Rostislav para simular el ya desguazado Potemkin, mientras que las escenas de interiores se rodaron en el crucero Komintern. Eisenstein transformó el motín en un precedente directo de la Revolución de noviembre de 1917 que llevó a los bolcheviques al poder en Rusia enfatizando su papel en el mismo y sugiriendo que su rebelión fracasó porque Matushenko y el resto de cabecillas no eran buenos bolcheviques. El director realizó otros cambios para dramatizar el relato, como ignorar el incendio que arrasó el puerto de Odesa mientras el Potemkin estaba allí fondeado, combinar los muchos enfrentamientos entre manifestantes y soldados en la ya mítica escena de la masacre perpetrada por los soldados zaristas en la escalinata de Odesa —hoy conocida como Escalera Potemkin— y mostrando como los oficiales arrojan una lona sobre los marineros para ejecutarlos.
De acuerdo con la doctrina marxista de que la historia la hacen las acciones colectivas, Eisenstein no dio protagonismo a ningún personaje en particular y se centró en ensalzar a una «muchedumbre protagonista». Los críticos de cine soviéticos alabaron la película, caso del dramaturgo Adrián Piotrovski, que escribió lo siguiente en el periódico de Leningrado Krásnaya gazeta: 

Los héroes son los marineros del acorazado, el pueblo de Odesa, aunque aquí y allá emergen figuras destacadas entre la multitud. Por un momento, como un truco de magia, atraen todas las simpatías de la audiencia: el marinero Vakulinchuk, la mujer joven y el niño en las escaleras de Odesa, pero emergen solo para volver a disolverse con la muchedumbre. Esto significa que no hay protagonistas en la película, sino solo personas de la vida real.

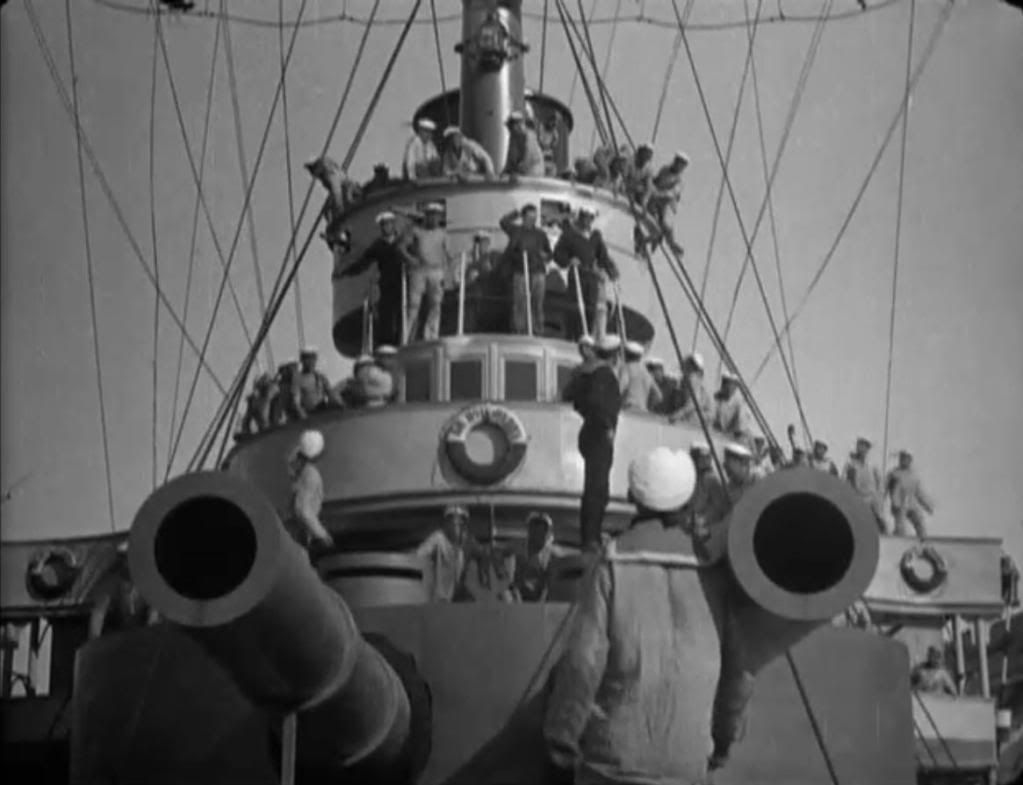
Fotograma de El acorazado Potemkin (1925), considerada una obra maestra del cine.

En esta línea el crítico teatral Alekséi Gvózdev escribió en el periódico Zhizn ikusstva: «En Potemkin no hay héroes individuales como sí los había en el teatro antiguo. Es la muchedumbre la que actúa: el acorazado y sus marineros, la ciudad y sus habitantes con un espíritu revolucionario». Finalmente, Nikolái Aséiev afirmó en la revista Sovetski ekrán: 

Un nuevo héroe se ha introducido en la consciencia del espectador. Este héroe no es alegórico ni convencional. Este héroe es real y contundente en su autenticidad, en la fuerza de sus renovadas formas y convincente en su verdadero realismo. Este héroe es el acorazado revolucionario, sometiéndose a la voluntad de los marineros, limpiándose de la escoria de los privilegios tradicionales y del convencionalismo mortal de la disciplina forzada.